# Meloe ganglbaueri
Meloe ganglbaueri là một loài bọ cánh cứng trong họ Meloidae. Loài này được Apfelbeck miêu tả khoa học năm 1905.